# Hotson-Maushamster
Der Hotson-Maushamster (Calomyscus hotsoni) ist eine Nagetierart aus der Gattung und der Familie der Maushamster (Calomyscus, Calomyscidae). Er kommt im Osten des Iran in der Provinz Sistan und Belutschistan und im südwestlichen Pakistan in Belutschistan und im Westen von Sindh bis zu den Kirthar-Bergen im Osten vor.

## Merkmale

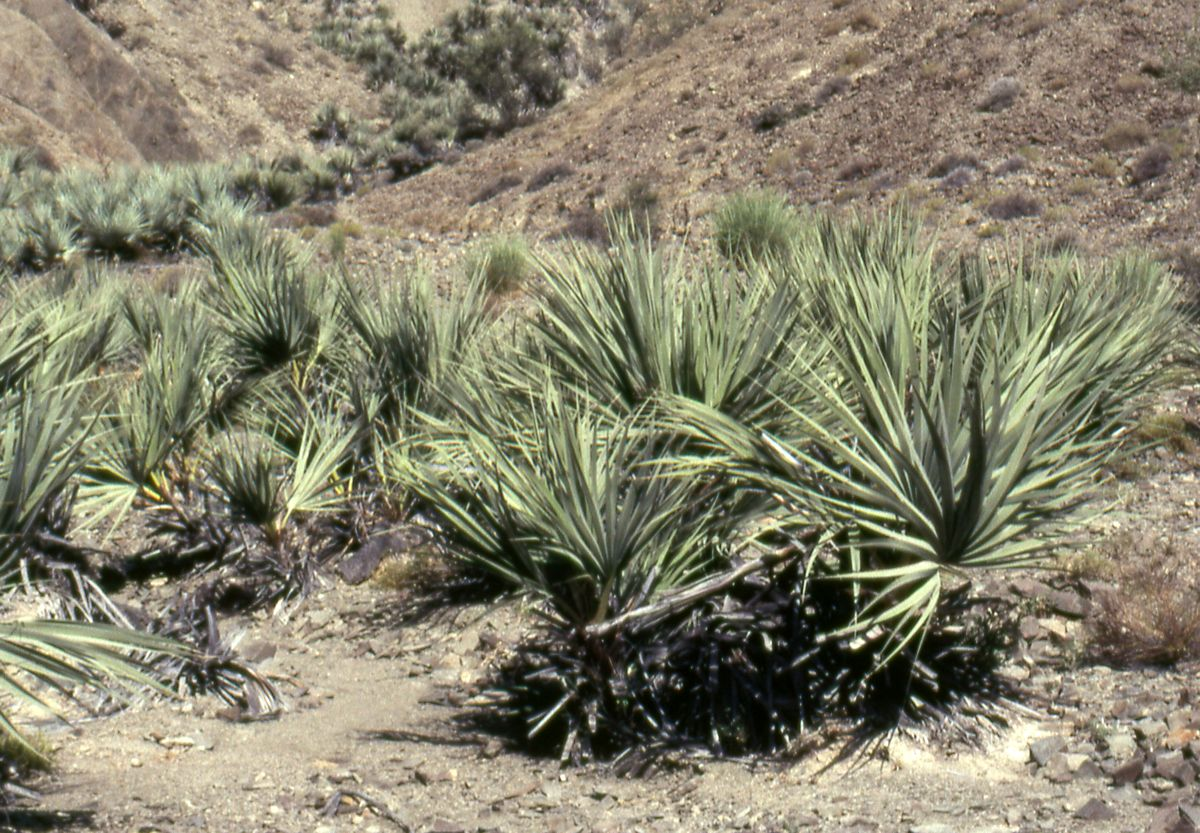
Mazari-Palmen-Hain und steinige Hänge im südwestlichen Pakistan, Lebensraum des Hotson-Maushamsters

Der Hotson-Maushamster erreicht eine Kopf-Rumpf-Länge von 67 bis 85 mm, hat einen 73 bis 90 mm langen Schwanz und erreicht ein Gewicht von 14 bis 25 g. Die Hinterfußlänge liegt bei 16 bis 20 mm, die Ohren werden 12 bis 20 mm lang. Die Art ist damit eine der kleineren Maushamsterarten. Der Schädel ist 22,7 bis 25,7 mm lang (Condylobasallänge) und 10,7 bis 12,2 mm breit (Jochbogenbreite). Da die Haare schwarze Spitzen haben, ist das Rückenfell dunkler als bei den meisten anderen Maushamsterarten.

## Lebensraum und Lebensweise
Im südöstlichen Iran bewohnt der Hotson-Maushamster felsige Hänge die mit Echter Feige, Atlantischer Pistazie, Meerträubel und wildem Hafer bewachsen sind, in Pakistan sind das felsige Regionen mit Beständen der Mazari-Palme und verbuschte felsige Berghänge und Berge bis in Höhen von 1890 Metern. In den Erdbauten des Maushamsters fand man Samen von Feigen und Pistazien, die wahrscheinlich eine wichtige Nahrungsressource der Tiere sind. Über die Aktivitätsmuster des Hotson-Maushamsters ist nichts, über die Fortpflanzungsbiologie der Tiere ist nur wenig bekannt. Jungtiere sind im Mai gefangen worden, Weibchen mit Milch absondernden Zitzen im Juni. In menschlicher Obhut gehaltene Exemplare erwiesen sich als sehr soziale Tiere, die keinerlei Aggressionen untereinander zeigten. In freier Wildbahn nutzen die Tiere auch die Erdbaue der Persischen Rennratte (Meriones persicus).

## Systematik
Der Hotson-Maushamster wurde 1920 durch den englischen Zoologen Oldfield Thomas erstmals wissenschaftlich beschrieben, vor allem wegen seiner Kleinheit gleich als eigenständige Art. In verschiedenen Revisionen der Gattung der Maushamster wurde der Hotson-Maushamster später dem Zagros-Maushamster (Calomyscus bailwardi) als Unterart zugeordnet. In einer weiteren Revision der Gattung wurde der Hotson-Maushamster im Jahr 1979 wieder zu einer eigenständigen Art, was im Jahr 2008 aufgrund morphologischer und genetischer Vergleiche bestätigt wurde. Der Hotson-Maushamster ist die Schwesterart des Zagros-Maushamsters oder des Belutschistan-Maushamsters (Calomyscus baluchi) und die drei Arten bilden eine südliche Klade innerhalb der Gattung Calomyscus.

## Status
Laut IUCN gilt der Bestand des Hotson-Maushamsters als nicht gefährdet (least concern). Die Tiere kommen in zwei pakistanischen Schutzgebieten vor, im Hingol-Nationalpark und im Kirthar-Nationalpark.

## Belege
1. 1 2 3 4  C. William Kilpatrick: Family Calomyscidae (Brush-tailed Mice) In: Handbook of the Mammals of the World. Volume 7: Rodents II. Lynx Edicions, Barcelona, 2017. ISBN 978-84-16728-04-6, S. 159
2. ↑  Calomyscus hotsoni in der Roten Liste gefährdeter Arten der IUCN 2016. Eingestellt von: Jordan, M., Molur, S. & Nameer, P.O., 2016. Abgerufen am 31. Mai 2020.